# Mark Patton
Mark Patton (né le 22 septembre 1959) est un acteur américain. Il est considéré comme le premier « scream king » (équivalent masculine de la scream queen) pour son rôle dans La Revanche de Freddy.

## Biographie
Mark Patton s'est fait connaître en 1982 pour le rôle de Joe Qualley, un adolescent transgenre avant sa transition, dans la pièce de théâtre Come Back to the 5 and Dime, Jimmy Dean, Jimmy Dean. Il reprend ce rôle dans l'adaptation cinématographique de 1982, Reviens Jimmy Dean, reviens.
En 1985, il obtient le rôle principal du film La Revanche de Freddy et devient le premier « scream king » (équivalent masculine de la scream queen). Le film contient un sous-texte gay, repéré par la critique, ce qui fait peser une pression sur Mark Patton, qui n'a alors pas fait son coming out. Il décide d'arrêter d'être acteur et devenir architecte d'intérieur.
À partir de 2016, il revient au cinéma.

## Vie privée
Mark Patton est ouvertement homosexuel. En 1999, il est diagnostiqué comme séropositif  au VIH

## Filmographie

### Cinéma
- 1982 : Reviens Jimmy Dean, reviens (Come Back to the 5 and Dime, Jimmy Dean, Jimmy Dean) de Robert Altman : Joe Qualley
- 1985 : La Revanche de Freddy (A Nightmare On Elm Street Part 2: Freddy's Revenge) de Jack Sholder : Jesse Walsh
- 1989 : Misplaced de  Louis Yansen : la brute
- 2016 : Family Possessions de Tommy Faircloth : Tyson
- 2017 : Amityville: Evil Never Dies de Dustin Ferguson : James
- 2022 : Dévorant (Swallowed) de Carter Smith

### Télévision
- 1983 : Kelsey's Son (pilote) : Tim Kelsey
- 1986 : CBS Schoolbreak Special, épisode Have You Tried Talking to Patty? : Chris Jenson
- 1986 : Hôtel (Hotel), épisode Recriminations : Todd Radcliff